# 이윤정의 예감 좋은 날
이윤정의 예감 좋은 날은 G1 Fresh-FM(원주 103.1 춘천 105.1 강릉 106.1 태백 99.3 평창 88.3MHz)에서 2017년 10월 30일부터 2018년 9월 30일까지 매일 아침 9시부터 11시까지 방송했던 G1 강원민방 이윤정 아나운서 진행했던 라디오 프로그램이다.

## 진행
- 이윤정 (여)

## 역대 진행
- 박성화 아나운서 (여)
- 박종재 아나운서 (여) - iFM 경인방송으로 이직
- 이선미 PD (여)  - 행복한아침, 예감좋은날, 뮤직블로그 연출 / 현재 퇴사
- 오유진 기상캐스터 (여)
- 유한솔 아나운서 (남)

## 같이 보기
- G1방송
- G1 Fresh-FM
- SBS 파워FM
- 아름다운 이 아침

| G1 Fresh-FM                          |                                            |                                                |
| 이전                                 | 이윤정의 예감 좋은 날 (매일 09:00 ~ 11:00) | 다음                                           |
| 김영철의 파워FM (매일 07:00 ~ 09:00) | 이윤정의 예감 좋은 날 (매일 09:00 ~ 11:00) | 당신의 11시, 박선영입니다 (매일 11:00 ~ 12:00) |
|                                      |                                            |                                                |
| 전국방송                             | 강원도 지역 방송                           | 강원도 지역 방송                               |